# Красне село (станція метро)
Красне село (болг. Красно село) — станція лінії М3 Софійського метрополітену. Була відкрита 26 серпня 2020 року у складі першої пускової дільниці «Хаджі Димитар» — «Красне село» лінії М3.

## Опис
Станція розташована під рогом бул. Царя Бориса III та вул. Житниця в мікрорайоні Красне Село. Глибина закладення станції — 22 метри. На лінії М3 тільки станції «Орлов міст» та «Национален Дворец на Културата II» мають більшу глибину закладення. З великого просторого холу відкривається чудовий вид на перон станції. На стелі над вестибюлем широко розкинулися сині крила, що створюють відчуття простору, неба і польоту. Автомобільний тунель побудований над станцією у напрямку вул. Г. Делчева і вул. Житниця сприяє безпечному перетину автомобілів в цьому напрямку з бул. Царя Бориса III. Всі входи на станцію обладнані 5 ліфтами та 9 ескалаторами. Архітектор Красен Андрєєв. Станція оздоблена полірованою керамогранитною плиткою двох кольорів — бежевого і блакитного в поєднанні з панелями помаранчевої смуги із загартованого скла завтовшки 1 м. На станції встановлено прозорі автоматичні платформні ворота заввишки 1,6 м з нержавіючими окантовками і 40-сантиметровими смугами з гладкої нержавіючої сталі внизу.